# Römisch-katholische Kirche in Ecuador
Die römisch-katholische Kirche in Ecuador ist Teil der weltweiten römisch-katholischen Kirche.

## Geschichte
Die 1534 geweihte Iglesia de Balbanera in Colta ist die älteste Kirche des Landes. 1546 wurde das Bistum Quito begründet, welches der Kirchenprovinz Lima angehörte. 1786 kam es zur Gründung des Bistums Cuenca. Geprägt wurde die Kirchengeschichte des Gebietes des heutigen Staates Ecuador durch die Mission der Orden, unter anderem der Jesuiten.

## Organisation
Die römisch-katholische Kirche in Ecuador ist in vier Kirchenprovinzen mit 11 dazugehörenden Suffraganbistümern gegliedert. Hierzu kommen noch acht Apostolische Vikariate und das Militärordinariat. 90 % der Ecuadorianer sind Katholiken.
Der Zusammenschluss der katholischen Bischöfe ist die Conferencia Episcopal Ecuatoriana (CEE), die Ecuadorianische Bischofskonferenz. Vorsitzender der CEE ist seit 2020 Erzbischof Luis Gerardo Kardinal Cabrera Herrera OFM von Guayaquil. Apostolischer Nuntius ist seit Juni 2017 Erzbischof Andrés Carrascosa Coso.
Das größte Bistum, Guayaquil, zählt 3.000.000 Katholiken. Ihm folgen das Erzbistum Quito mit 1.893.000 und das Erzbistum Portoviejo mit 1.091.000 Katholiken. Heute leben in Ecuador 14.379.000 Katholiken, also 86 % der Bevölkerung (Stichtag: 31. Dezember 2016). Die 25 Diözesen sind in 1.290 Pfarreien gegliedert, in denen 1.288 Diözesanpriester, 741 Ordenspriester und 4.652 Ordensschwestern leben (Stichtag: 31. Dezember 2016).

## Bistümer in Ecuador
- Erzbistum Cuenca: Bistum Azogues, Bistum Loja, Bistum Machala
- Erzbistum Guayaquil: Bistum Babahoyo, Bistum Daule, Bistum San Jacinto, Bistum Santa Elena
- Erzbistum Portoviejo: Bistum Santo Domingo de los Colorados
- Erzbistum Quito: Bistum Ambato, Bistum Guaranda, Bistum Ibarra, Bistum Latacunga, Bistum Riobamba, Bistum Tulcán
- Immediat: Militärordinariat, Apostolisches Vikariat Aguarico, Apostolisches Vikariat Esmeraldas, Apostolisches Vikariat Galápagos, Apostolisches Vikariat Méndez, Apostolisches Vikariat Napo, Apostolisches Vikariat Puyo, Apostolisches Vikariat San Miguel de Sucumbíos, Apostolisches Vikariat Zamora in Ecuador

## Katholische Universitäten
- Pontificia Universidad Católica del Ecuador
- Universidad Católica de Guayaquil
- Universidad del Azuay
- Universidad Politécnica Salesiana
- Universidad Técnica Particular de Loja